# Tunyogi Rock Band
A Tunyogi Rock Band (rövidítve TRB, korábban Tunyogi Band) magyar rockegyüttes, amely frontembere, Tunyogi Péter után kapta a nevét.

## Történet
A P. Mobil 1985 végén felfüggesztette működését. Ezután Tunyogi Péter egy időre külföldre ment „vendéglátózni”, a basszusgitáros Kékesi László pedig 1987 után megalakította a Bencsik Sándor Emlékzenekart, amely főképp P. Mobil-dalokat játszott. Tunyogi 1991-ben hazatért, ekkor az emlékzenekarból Kékesivel és Kalmár Gézával, továbbá a P. Mobil gitárosával, Sárvári Vilmossal megalakult a Tunyogi Band. A dobos kezdetben az ugyancsak ex-P. Mobil-tag Pálmai Zoltán volt, akit Döme Dezső váltott. Az együttes külföldi feldolgozások mellett főképp a P. Mobil-dalokat játszotta koncertjein. A közönség is nagyrészt ezt várta tőlük, megesett, hogy széklábakkal fenyegetőzve követelték bizonyos dalok eljátszását. 1994-ben a P. Mobil visszatért, ettől kezdve Tunyogi, Kékesi és Sárvári párhuzamosan játszottak a két zenekarban, sőt, egy időre Döme Dezső is P. Mobil-tag lett, éppen arra alapozva, hogy volt rutinja a dalok játszásában. A párhuzamos működés azonban egy idő után feszültségekhez vezetett.
1996 végén Tunyogit és Kékesit kitették a P. Mobilból, ezután a Tunyogi Bandre alapozva létrejött a Tunyogi Rock Band (TRB). A billentyűs és zenekarvezető Zeffer András lett, akit szintén ekkor küldtek el a P. Mobilból. Sárvárit (aki maradt a P. Mobilban) Závodi János váltotta, a dobos pedig az előző évben az Eddából távozó, az 1980-as években a P. Mobilt is megjárt Donászy Tibor lett. Innentől kezdve saját szerzemények és stúdióalbumok is készültek, a legismertebbek: A tegnap itthagyott, Boszorkányrepülés, Öregesen, Szárnyakon szédülő. Mellettük P. Mobil-dalok is műsoron maradtak a koncerteken, valamint Závodi miatt játszottak néhány dalt a Piramistól is.
2004-ben Tunyogi Péter gerincműtétje miatt egy ideig az éneklés abbahagyására kényszerült. A zenekar the Rock Band néven, továbbra is TRB rövidítéssel nélküle működött tovább. 2005-ben Tunyogi főképp a Cs.Í.T. és az Időgép zenekarok fellépésein vendégszerepelve tért vissza a színpadra, utóbbi együttes tagjaival egy ideig Tunyogi Band néven játszottak együtt. Tartós visszatérésre a következő évben került sor, Új Tunyogi Band néven. A korábbi tagok közül visszatért Döme Dezső és Kalmár Géza, a gitáros pedig Fischer László lett a Korálból. 2007-ben Tunyoginak sikerült igazolnia, hogy a TRB csak a Tunyogi Rock Band rövidítéseként használható, így az együttes visszakapta 1997-2004 közötti nevét. Abban az évben újabb tagcserékre került sor, Tunyogi mellett csak Fischer maradt az addigi tagok közül, ugyanakkor visszatért Kékesi László.
2008. november 1-jén a Rocktogonban koncert előtt Tunyogi Péter rosszul lett és a lépcsőről leesve súlyos sérülést szenvedett. Nyolc nappal később elhunyt. A TRB ezzel befejezte működését, utódjaként 2009-ben Kékesi és Fischer megalakították a Zöld a Bíbor Bandet. Vele párhuzamosan Kékesi újjáalakítja a TRB másik két tagjával (Bazsó, Szabó) saját zenekarát, a Bajnok Rock Teamet.
2011. november 27-én egy különleges koncerten állt össze újra az együttes klasszikus (1997-2004-es) formációja: Tunyogi Péter hangjának felvételét a többi tag élőben kísérte. Ezt a műsort eddig nyolc alkalommal ismételték meg: a 2012-es Tunyó emlékesten, a 60 éves Kékesi László életműkoncertjén, a hivatalos Pecsa-búcsún, 2015. október 24-én, 2016. május 7-én a Barba Negra Music Clubban, 2016. október 1-jén a Városligeti Sörsátor zárófesztiválján, 2016. december 30-án Kékesi László és Horváth Attila 65 éves születésnapi koncertjén(ezen Závodi Jánost Csintalan Márk, a Mobilmánia és a Zeffer András és a RockBand akkori gitárosa helyettesítette) és 2017 február 18-án Hajdúszoboszlón, a Rock Caféban. A 2017. december 10-ei kecskeméti Mobilmánia koncerten is volt egy TRB-blokk, Tunyogi Péter halálának 9. évfordulója alkalmából, a 2018. január 6-ai Aréna-koncerten pedig két TRB-dal hangzott el Tunyó felvett énekével, 2018 májusában pedig a Szabad vér hangzik el. 2018 októberében megjelenik a 2011-es Millenárison adott koncert anyaga a Hammer Records gondozásában, Tunyogi Péter halálának 10. évfordulója alkalmából. Ennek apropóján a TRB zenészei a Rock FM reggeli műsorában szerepeltek, és 2018 október 12-én  Budapesten, november 9.-én pedig Miskolcon újabb koncerteket adott a TRB, ahol a már megszokott módon, Tunyogi felvett hangját kísérte az együttes.

## Diszkográfia
- A tegnap itthagyott (1997)
- A King for Yesterday (1997)
- TRB koncert CD (1998)
- TRB koncert VHS (1998)
- Szárnyakon szédülő (2001)
- Próbáld meg őszintén (koncert)CD (2003)
- Tunyogi Péter emlékére – TRB koncert DVD (2008, az 1998-as felvételt tartalmazza)
- TRB – Tunyogi Péter Emlékkoncert, 2CD + DVD (2018, 2011.04.27, Millenáris Teátrum)
- A tegnap itthagyott / A King for Yesterday (2025)  2CD - digipak újrakiadás
- TRB koncert CD+DVD - az 1998-as koncert digipak újrakiadása (2025)
- Szárnyakon szédülő + Próbáld meg őszintén 2CD - a 2001-es album és a 2003-as koncertalbum digipak újrakiadása